# Zastava Salt Lake Cityja
Zastava Salt Lake Cityja je službena zastava tog glavnog grada američke savezne države Utah. Izvorna zastava je dizajnirana tijekom 1960-ih. U studenom 2004. pod pokroviteljstvom gradonačelnika grada, Rockyja Andersona, održan je natječaj za promjenom stare zastave. U daljnje razmatranje je ušlo 12 prijedloga.

## Stara zastava
Na bijeloj podlozi stare zastave se nalaze dva mormonska pionira odnosno začetnika mormonske Crkve a između njih su zaprežana kola i košnice. Košnica u heraldičkom simbolizmu označavaju industriju i industrijalizaciju. Iza njih se nalaze planine karakteristične za Salt Lake City te sunce i njegove zrake.
Ispod kola je natpis "This is the Place" (hrv. To je mjesto) a ispod njega plava traka s natpisom Salt Lake City.

## Nova zastava
Podloga trenutne zastave je podijeljena na dvije cjeline - zelenu i plavu. U njenoj sredini se nalazi slika planine Wasatch te zgrade grada. Zastava je nastala pod utjecajem dizajna Stevena R. "Steve" Jermana te je prihvaćena 4. listopada 2006.

## Vanjske poveznice
- Salt Lake City, Utah (U.S.)